# Sportfreunde Herdorf
Maillots
Dernière mise à jour : 2 avril 2011.
Le Sportfreunde Herdorf est un club allemand de football localisé à Herdorf en Rhénanie-Palatinat.
Depuis les années 1990, le club forme une Spielgemeinschaft avec le TuS DJK Herdorf et joue sous le nom de SG Herdorf.

## Histoire (football)
Le club fut fondé en septembre 1910 sous la dénomination de Spielverein 1910 Herdorf. Deux ans plus tard, ce club fusionna avec le TV Jahn Herdorf.
En 1922, la section football fut dissoute, mais peu après un nouveau cercle fut refondé sous l’appellation Spielverein 1910 Herdorf. Celui-ci fut à nouveau dissous en 1926. Deux ans plus tard, fut créé le Hellertaler Sportfreunde.
Entre 1943 et 1945, le Hellertaler Sportfreunde joua sous l’appellation de ''KSG Betzdorf-Herdorf, une association sportive temporaire en différents clubs.
En 1945, tous les clubs furent dissous par les Alliés (voir Directive n°23). Le Sportfreunde Herdorf fut alors fondé, tout comme le TV Jahn Herdorf.
En 1951, le Sportfreunde Herdorf fut retenu comme un des fondateurs de la 2. Oberliga Südwest, une ligue située au 2e niveau de la hiérarchie, directement sous l’Oberliga Südwest.
Le club joua en 2. Oberliga Südwest jusqu’en 1957 puis fut relégué en Amateurliga Rheinland. L’année suivante, il remporta sa ligue mais ne parvint pas à remonter en 2. Oberliga.

Logo de la SG Herdorf

Relégué hors de l’Amateurliga Rheinland en 1964, le Sportfreunde Herdorf remonta directement mais, en 1969, il dut à nouveau descendre. Par la suite, le club n’approcha plus les plus hautes ligues du football allemand.
Dans les années 1990, l’équipe Premières du Sportfreunde Herdorf forma une Spielgemeinschaft (SG) avec le TuS DJK Herdorf et joua depuis lors sous le nom de SG Herdorf. En 2009, l’équipe monta en Bezirksliga.
En 2010-2011, la SG Herdorf évolue en Bezirksliga Rheinland (Groupe Ost), soit au 7e niveau de la hiérarchie de la DFB. 